# Pınar (marque)
Pour les articles homonymes, voir Pınar.
Pınar (littéralement « source d'eau » et prononcé [pɯnaɾ] en turc) est une marque d'alimentation turque, fondée le 20 mars 1973. Propriété du groupe Yaşar Holding, elle est vingt-deuxième (et deuxième dans sa catégorie après Ülker) parmi les marques turques les plus importantes en 2018,. Il s'agit par ailleurs d'une marque réputée et d'un leader des produits laitiers sur le marché turc,. Pınar commercialise une variété de produits : produits laitiers (sa gamme initiale), jus de fruits, eau minérale, sauces, desserts, charcuterie et autres produits à base de viande ou de poisson. Elle les propose au sein d'une vingtaine de marques dérivées comme, par exemple, Pınar Kido qui est spécialisée dans les laits chocolatés pour les enfants. Pınar exporte également à l'étranger,. Elle est divisée en trois sociétés membres du BIST : Pınar Süt Mamulleri Sanayii A.Ş. (PNSUT), filiale créée en 1973 qui s'occupe des produits laitiers avec des usines à Izmir, Eskişehir et Şanlıurfa, Pınar Su ve İçecek Sanayi Ve Ticaret A.Ş. (PINSU), filiale créée en 1984 qui s'occupe de l'eau minérale et des boissons avec des sources d'eau à Uludağ, Gökçeağaç, Madran et Akçaağaç, et Pınar Entegre Et Ve Un Sanayii A.Ş. (PETUN), filiale créée en 1985 qui s'occupe des autres produits d'alimentation comme ceux à base de viande.